# فوتوريكون
فوتوريكون (بالإنجليزية: Futurikon) هو استوديو رسوم متحركة واستوديو إنتاج فرنسي تأسس في عام 1996 على يد فيليب ديلارو ، وهو أيضًا الرئيس التنفيذي للشركة ومنتجها، ومقره في باريس، فرنسا. وهي متخصصة في إنتاج وتوزيع المسلسلات التلفزيونية المتحركة والحية والأفلام الروائية والوثائقية.

## أعمال

### الأفلام الروائية

#### الرسوم المتحركة
- البطة القبيحة وأنا! (2006)
- صائدو التنانين (2008)
- Minuscule: وادي النمل المفقود (2013)
- Minuscule 2: Mandibles from Far Away (2019)

#### الحركة الحية
- وقائع الملعب (2012)

### مسلسل رسوم متحركة
- Raving Rabbids: Invasion Trouble (2024)
- كرونو كيدز (2016)
- نادي بريكو ، المعروف أيضًا باسم نادي الأطفال الماهرين (2012)
- ترولز طروادة (2013–2014)
- كابتن العضلة ذات الرأسين (2010-2011)
- بقرة وقط والمحيط
- صائدو التنانين (2006–2012)
- حكايات الذباب (1999)
- جلوريا، ويلما وأنا
- كيفية الرسم؟
- الأنف الحديدي
- كابوت وزوسكي (2002-2003)
- لوكاس وإميلي
- الأعاصير الصغيرة (2011–2018)
- مالو كوريجان (2003)
- ذا مينيمايتي كيدز (2008-2019)
- صغير الحجم (منذ عام 2006)
- حساسية الوحش (2006-2009)
- سر البوب
- البطة القبيحة وأنا
- الحياة البرية لويلا (2008-2009)

### الأفلام الوثائقية
- جريء
- رحلة إلى الغرب
- تيرا ماجيكا
- هذه الذاكرة الصامتة

### كموزع
- البطة القبيحة وأنا!